# Кот-д’Ивуар на летних Олимпийских играх 2000
Кот-д’Ивуар принимал участие в Летних Олимпийских играх 2000 года в Сиднее (Австралия) в девятый раз за свою историю, но не завоевал ни одной медали. Сборную страны представляли пять женщин.

## Результаты соревнований

### Дзюдо
Спортсменов — 1
Соревнования по дзюдо проводились по системе на выбывание. В утешительные раунды попадали спортсмены, проигравшие полуфиналистам турнира. Два спортсмена, одержавших победу в утешительном раунде, в поединке за бронзу сражались с проигравшими в полуфинале.
Женщины
| Соревнование | Спортсмены | Первый раунд                 | 1/8 финала            | Четвертьфинал         | Полуфинал             | Финал                 | Место |
| Соревнование | Спортсмены | Соперник Результат           | Соперник Результат    | Соперник Результат    | Соперник Результат    | Соперник Результат    | Место |
| ------------ | ---------- | ---------------------------- | --------------------- | --------------------- | --------------------- | --------------------- | ----- |
| до 57 кг     | Роуз Куахо | М. Ломба (BEL) П 0010 — 1001 | Завершила выступление | Завершила выступление | Завершила выступление | Завершила выступление | —     |